# 牛久保站
牛久保站（日语：／ Ushikubo eki */?）是位於愛知縣豐川市牛久保町城跡55號，東海旅客鐵道（JR東海）的飯田線車站。車站編號是CD04。

## 歷史

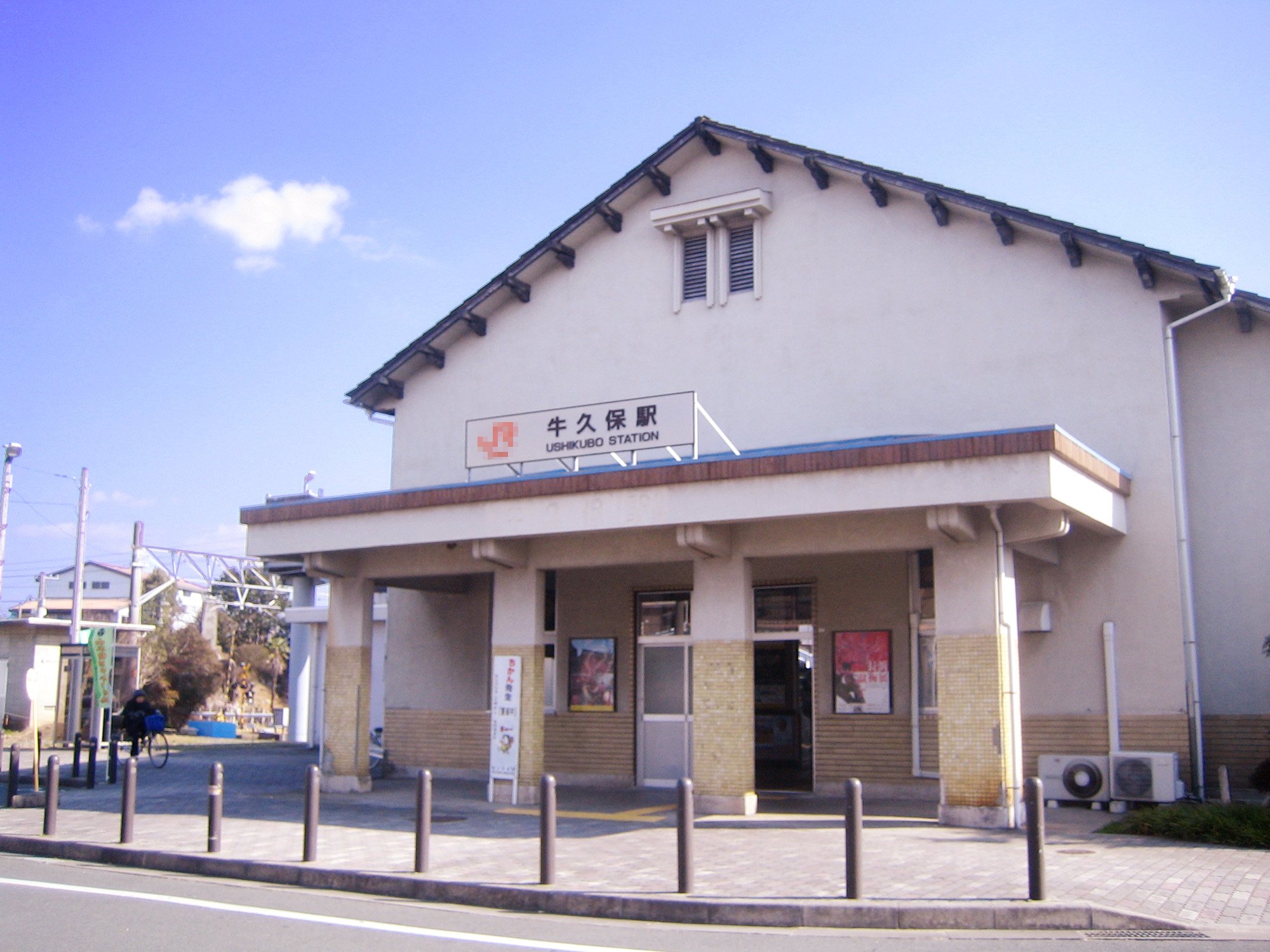
舊站房(2007年2月)

- 1897年（明治30年）7月15日 - 豐川鐵道車站啟用[1][2]。為旅客和貨物車站[2]。
- 1943年（昭和18年）
  - 8月1日 - 豐川鐵道線被國有化，成為鐵道省（後來為日本國有鐵道）飯田線車站[1][2]。
  - 8月 - 由於前往車站鄰近的軍備工廠人員增加，因此車站大樓進行翻新[3]。
- 1971年（昭和46年）12月1日 - 結束貨物、行李起卸業務[2]。
- 1987年（昭和62年）4月1日 - 伴隨國鐵分割民營化，車站由東海旅客鐵道（JR東海）營運[4]。
- 1995年（平成7年）9月1日 - 委托東海交通事業負責車站業務，成為業務委託車站[5]。
- 2010年（平成22年）3月13日 - 此站開始可以使用IC卡「TOICA」[6]。

## 車站構造
車站是一座地面車站，設有2面2線的相對式月台。車站北邊為1號月台，南邊為2號月台。另外，在2號月台後方（月台南邊）位置曾經設有可讓上下行列車進入的3號線（待避線）。截至2018年4月，下行方向的設備和3號月台下行方向的安全側線均已經撤走。
車站大樓位於1號月台（下行月台）側。上下行月台之間設有跨線橋連接。此站是飯田線少數設有車站職員當值的車站（但是晚間沒有職員當值）。此站是由豐川站管理的業務委託車站である，設有綠色窗口。此站可使用「TOICA」IC卡及其互相運用的交通IC卡。

### 月台
| 月台 | 路線   | 上下行 | 方向           |
| ---- | ------ | ------ | -------------- |
| 1    | 飯田線 | 下行   | 豐川、飯田方向 |
| 2    | 飯田線 | 上行   | 豐橋方向       |

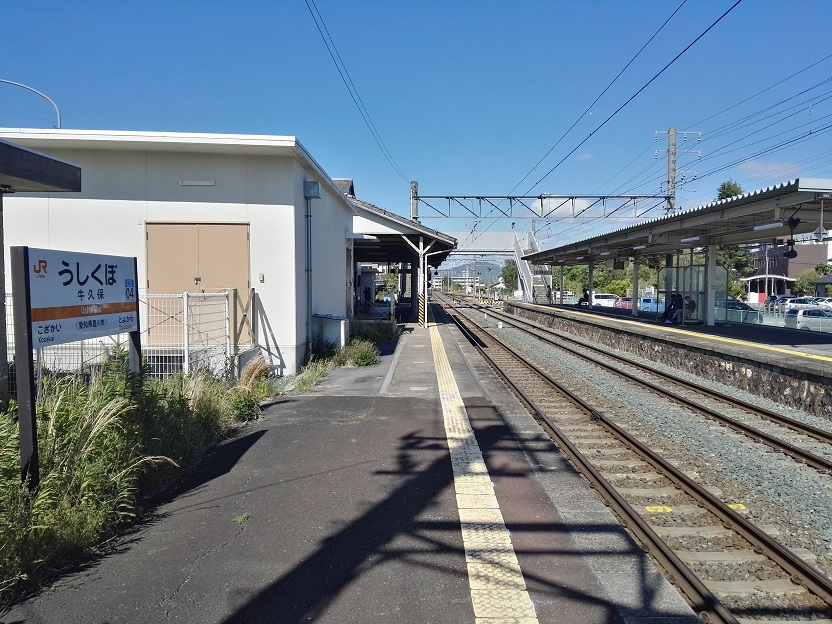
月台(2019年4月)
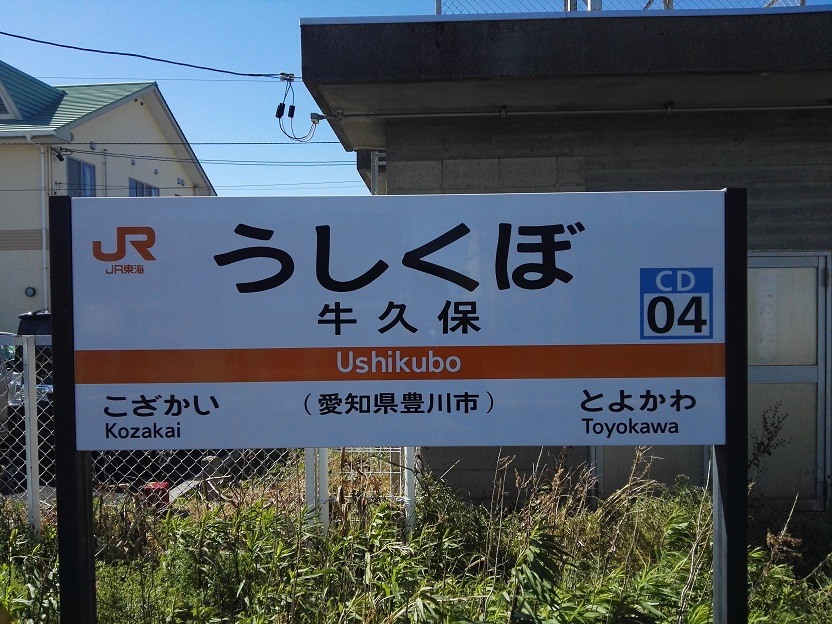
站名牌(2019年4月)
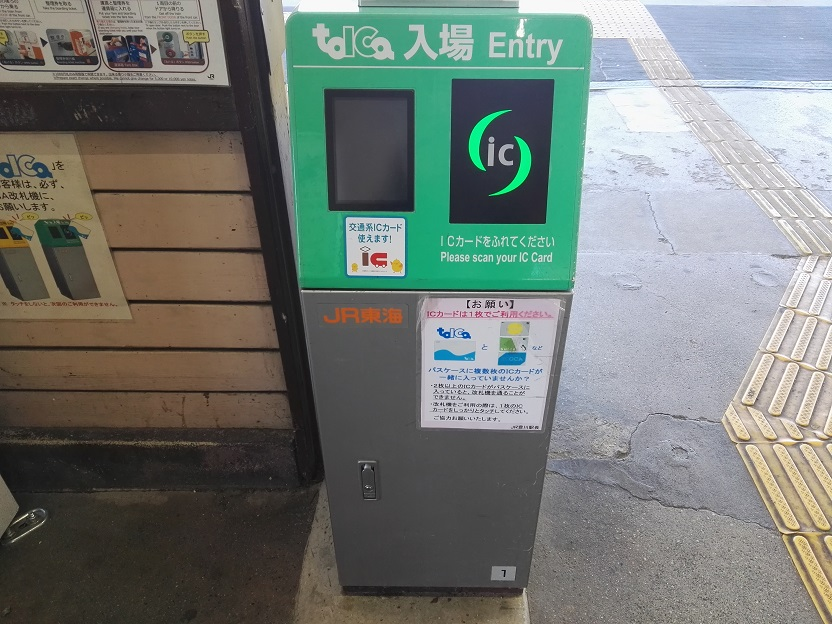
簡易TOICA閘機(2019年4月)

## 使用狀況

### 旅客
根據「豐川市之統計」，在2017年度，乘車人次總計320,022人。平均每日乘車人次為877。
以下為1950年度至2017年度的1日平均乘車人次：
| 1日平均乘車人次變化 | 1日平均乘車人次變化 | 1日平均乘車人次變化             |
| 年度                | 乘車人次            | 參考資料                        |
| ------------------- | ------------------- | ------------------------------- |
| 1950年度            | 2,284人             | [ 使用狀況 2 ]                  |
| 1951年度            | 2,429人             | [ 使用狀況 3 ]                  |
| 1952年度            | 2,377人             | [ 使用狀況 4 ]                  |
| 1953年度            | 2,428人             | [ 使用狀況 5 ]                  |
| 1954年度            | 2,404人             | [ 使用狀況 6 ]                  |
| 1955年度            | 2,375人             | [ 使用狀況 7 ]                  |
| 1956年度            | 2,438人             | [ 使用狀況 8 ]                  |
| 1957年度            | 2,300人             | [ 使用狀況 9 ]                  |
| 1958年度            | 2,224人             | [ 使用狀況 10 ]                 |
| 1959年度            | 2,311人             | [ 使用狀況 11 ]                 |
| 1960年度            | 2,406人             | [ 使用狀況 12 ]                 |
| 1961年度            | 2,419人             | [ 使用狀況 13 ]                 |
| 1962年度            | 2,372人             | [ 使用狀況 14 ]                 |
| 1963年度            | 2,501人             | [ 使用狀況 15 ]                 |
| 1964年度            | 2,411人             | [ 使用狀況 16 ]                 |
| 1965年度            | 2,499人             | [ 使用狀況 17 ]                 |
| 1966年度            | 2,570人             | [ 使用狀況 18 ]                 |
| 1967年度            | 2,354人             | [ 使用狀況 19 ]                 |
| 1968年度            | 2,192人             | [ 使用狀況 20 ]                 |
| 1969年度            | 1,974人             | [ 使用狀況 21 ]                 |
| 1970年度            | 1,879人             | [ 使用狀況 22 ]                 |
| 1971年度            | 1,711人             | [ 使用狀況 23 ]                 |
| 1972年度            | 1,618人             | [ 使用狀況 24 ]                 |
| 1973年度            | 1,576人             | [ 使用狀況 25 ]                 |
| 1974年度            | 1,576人             | [ 使用狀況 26 ]                 |
| 1975年度            | 1,513人             | [ 使用狀況 27 ]                 |
| 1976年度            | 1,387人             | [ 使用狀況 28 ]                 |
| 1977年度            | 1,307人             | [ 使用狀況 29 ]                 |
| 1978年度            | 1,183人             | [ 使用狀況 30 ]                 |
| 1979年度            | 1,120人             | [ 使用狀況 31 ]                 |
| 1980年度            | 1,100人             | [ 使用狀況 32 ]                 |
| 1981年度            | 1,045人             | [ 使用狀況 33 ]                 |
| 1982年度            | 1,124人             | [ 使用狀況 34 ]                 |
| 1983年度            | 1,041人             | [ 使用狀況 35 ]                 |
| 1984年度            | 943人               | [ 使用狀況 36 ]                 |
| 1985年度            | 843人               | [ 使用狀況 37 ]                 |
| 1986年度            | 809人               | [ 使用狀況 38 ]                 |
| 1987年度            | 831人               | [ 使用狀況 39 ]                 |
| 1988年度            | 910人               | [ 使用狀況 40 ]                 |
| 1989年度            | 914人               | [ 使用狀況 41 ]                 |
| 1990年度            | 890人               | [ 使用狀況 42 ]                 |
| 1991年度            | 908人               | [ 使用狀況 43 ]                 |
| 1992年度            | 900人               | [ 使用狀況 44 ]                 |
| 1993年度            | 981人               | [ 使用狀況 45 ]                 |
| 1994年度            | 995人               | [ 使用狀況 46 ]                 |
| 1995年度            | 998人               | [ 使用狀況 47 ]                 |
| 1996年度            | 989人               | [ 使用狀況 48 ]                 |
| 1997年度            | 960人               | [ 使用狀況 49 ] [ 使用狀況 50 ] |
| 1998年度            | 916人               | [ 使用狀況 51 ] [ 使用狀況 50 ] |
| 1999年度            | 927人               | [ 使用狀況 52 ] [ 使用狀況 50 ] |
| 2000年度            | 919人               | [ 使用狀況 50 ]                 |
| 2001年度            | 924人               | [ 使用狀況 50 ]                 |
| 2002年度            | 896人               | [ 使用狀況 53 ]                 |
| 2003年度            | 915人               | [ 使用狀況 53 ]                 |
| 2004年度            | 878人               | [ 使用狀況 53 ]                 |
| 2005年度            | 840人               | [ 使用狀況 53 ]                 |
| 2006年度            | 808人               | [ 使用狀況 53 ]                 |
| 2007年度            | 865人               | [ 使用狀況 53 ]                 |
| 2008年度            | 865人               | [ 使用狀況 54 ]                 |
| 2009年度            | 830人               | [ 使用狀況 54 ]                 |
| 2010年度            | 799人               | [ 使用狀況 54 ]                 |
| 2011年度            | 815人               | [ 使用狀況 55 ]                 |
| 2012年度            | 801人               | [ 使用狀況 55 ]                 |
| 2013年度            | 799人               | [ 使用狀況 56 ]                 |
| 2014年度            | 790人               | [ 使用狀況 56 ]                 |
| 2015年度            | 854人               | [ 使用狀況 56 ]                 |
| 2016年度            | 877人               | [ 使用狀況 1 ]                  |
| 2017年度            | 877人               | [ 使用狀況 1 ]                  |

### 貨物
以下為在1950年度至1971年度終止貨物起卸之間的貨物起卸量（起載、卸載公噸數）列表：
| 貨物起卸量變化            | 貨物起卸量變化 | 貨物起卸量變化 |
| 年度                      | 起載           | 卸載           |
| ------------------------- | -------------- | -------------- |
| 1950年度                  | 7,956t         | 3,628t         |
| 1951年度                  | 5,236t         | 3,640t         |
| 1952年度                  | 3,483t         | 4,030t         |
| 1953年度                  | 4,229t         | 5,844t         |
| 1954年度                  | 4,546t         | 6,199t         |
| 1955年度                  | 4,474t         | 5,852t         |
| 1956年度                  | 4,229t         | 6,852t         |
| 1957年度                  | 3,774t         | 4,498t         |
| 1958年度                  | 3,823t         | 4,508t         |
| 1959年度                  | 5,705t         | 5,198t         |
| 1960年度                  | 8,737t         | 7,039t         |
| 1961年度                  | 10,980t        | 7,096t         |
| 1962年度                  | 6,656t         | 7,712t         |
| 1963年度                  | 10,001t        | 7,075t         |
| 1964年度                  | 5,054t         | 6,260t         |
| 1965年度                  | 3,779t         | 3,264t         |
| 1966年度                  | 1,966t         | 3,263t         |
| 1967年度                  | 8,994t         | 2,782t         |
| 1968年度                  | 21,008t        | 3,040t         |
| 1969年度                  | 17,823t        | 2,825t         |
| 1970年度                  | 18,186t        | 2,742t         |
| 1971年度                  | 9,260t         | 1,263t         |
| ※參考資料與乘車人次相同。 |                |                |

## 車站周邊
此站位於豐川市南部的牛久保地區。1日あたり約800人の乗車客数があり、
- 牛久保城（日语：牛久保城）
- 大聖寺
- 長谷寺（日语：長谷寺 (豊川市)）
- 豐川市立牛久保小學（日语：豊川市立牛久保小学校）
- 牛久保兒童館
- 牛久保商店街（常盤通，愛知縣道495號宿谷川線（日语：愛知県道495号宿谷川線））
- 牛久保駅通\牛久保站通（日语：牛久保駅通\牛久保站通）
- 愛知縣道400號豐橋豐川線（日语：愛知県道400号豊橋豊川線）（南大通（日语：南大通 (豊川市)））
- 國道151號（日语：国道151号）
- 豐鐵巴士（日语：豊鉄バス） 豐川線、新豐線 牛久保巴士站、牛久保南巴士站
- Mega World豐川本店
- FamilyMart豐川城下店
- Aprecio（日语：アプレシオ）豐川店
- 山田電機豐川店
- AOKI（日语：AOKIホールディングス）豐川城下店
- EDION（日语：エディオン）豐川店
- 宜得利豐川店
- Across豐川（綜合商業設施）
  - Fit House（日语：フィットハウス）豐川店
  - 杉浦藥品（日语：スギドラッグ）Across Mall豐川店
  - 上新豐川店
- 豐川Korona World（電影，娛樂設施）
- K's電機（日语：ケーズデンキ）豊川店

## 巴士路線
豐鐵巴士
- 在車站南方500米的縣道400號（日语：愛知県道400号豊橋豊川線）上設置了「牛久保南」巴士站。
  - 前往豐橋站前／途經豐川市民醫院（日语：豊川市民病院）、豐川站前、新城站口 前往新城富永

## 相鄰車站
東海旅客鐵道（JR東海）
 飯田線
■快速（只有上行班次）、■普通
小坂井（CD03）－牛久保（CD04）－豐川（CD05）

## 注腳

### 使用狀況
1. 1 2 3  《豐川市之統計》平成30年版
2. ↑  《愛知縣統計年鑑》昭和27年度刊，327頁
3. ↑  《愛知縣統計年鑑》28年度刊，311頁
4. ↑  《愛知縣統計年鑑》29年度刊，330頁
5. ↑  《愛知縣統計年鑑》30年度刊，306頁
6. ↑  《愛知縣統計年鑑》31年度刊，304頁
7. ↑  《愛知縣統計年鑑》32年度刊，320頁
8. ↑  《愛知縣統計年鑑》33年度刊，336頁
9. ↑  《愛知縣統計年鑑》34年度刊，380頁
10. ↑  《愛知縣統計年鑑》35年度刊，293頁
11. ↑  《愛知縣統計年鑑》36年度刊，261頁
12. ↑  《愛知縣統計年鑑》37年度刊，325頁
13. ↑  《愛知縣統計年鑑》38年度刊，297頁
14. ↑  《愛知縣統計年鑑》39年度刊，299頁
15. ↑  《愛知縣統計年鑑》40年度刊，263頁
16. ↑  《愛知縣統計年鑑》41年度刊，239頁
17. ↑  《愛知縣統計年鑑》42年度刊，263頁
18. ↑  《愛知縣統計年鑑》43年度刊，193頁
19. ↑  《愛知縣統計年鑑》44年度刊，197頁
20. ↑  《愛知縣統計年鑑》45年度刊，205頁
21. ↑  《愛知縣統計年鑑》46年度刊，229頁
22. ↑  《愛知縣統計年鑑》47年度刊，237頁
23. ↑  《愛知縣統計年鑑》48年度刊，217頁
24. ↑  《愛知縣統計年鑑》49年度刊，215頁
25. ↑  《愛知縣統計年鑑》50年度刊，221頁
26. ↑  《愛知縣統計年鑑》51年度刊，225頁
27. ↑  《愛知縣統計年鑑》52年度刊，217頁
28. ↑  《愛知縣統計年鑑》53年度刊，231頁
29. ↑  《愛知縣統計年鑑》54年度刊，233頁
30. ↑  《愛知縣統計年鑑》55年度刊，221頁
31. ↑  《愛知縣統計年鑑》56年度刊，227頁
32. ↑  《愛知縣統計年鑑》57年度刊，239頁
33. ↑  《愛知縣統計年鑑》58年度刊，223頁
34. ↑  《愛知縣統計年鑑》59年度刊，223頁
35. ↑  《愛知縣統計年鑑》60年度刊，241頁
36. ↑  《愛知縣統計年鑑》61年度刊，235頁
37. ↑  《愛知縣統計年鑑》62年度刊，223頁
38. ↑  《愛知縣統計年鑑》63年度刊，223頁
39. ↑  《愛知縣統計年鑑》平成元年度刊，225頁
40. ↑  《愛知縣統計年鑑》2年度刊，223頁
41. ↑  《愛知縣統計年鑑》3年度刊，225頁
42. ↑  《愛知縣統計年鑑》4年度刊，229頁
43. ↑  《愛知縣統計年鑑》5年度刊，221頁
44. ↑  《愛知縣統計年鑑》6年度刊，221頁
45. ↑  《愛知縣統計年鑑》7年度刊，239頁
46. ↑  《愛知縣統計年鑑》8年度刊，241頁
47. ↑  《愛知縣統計年鑑》9年度刊，243頁
48. ↑  《愛知縣統計年鑑》10年度刊，241頁
49. ↑  《愛知縣統計年鑑》11年度刊，241頁
50. 1 2 3 4 5  《豐川市之統計》平成14年版，74頁
51. ↑  《愛知縣統計年鑑》12年度刊，239頁
52. ↑  《愛知縣統計年鑑》13年度刊，240頁
53. 1 2 3 4 5 6  《豐川市之統計》平成20年版，50頁
54. 1 2 3  《豐川市之統計》平成23年版，52頁
55. 1 2  《豐川市之統計》平成25年版
56. 1 2 3  《豐川市之統計》平成28年版